# Narudasia festiva
Narudasia festiva es una especie de geco de la familia Gekkonidae. Es el único miembro del género Narudasia. Es endémica de Namibia. Está relacionado con Quedenfeldtia, un género del Sahara.[cita requerida]
Es una especie diurna, que vive en las rocas, llegando a 6-8 cm de largo, que se alimenta de los pequeños insectos . Cuerpo y la cabeza son un poco aplanados. El color general es gris con franjas alternadas de color marrón en la parte de atrás, con bordes en blanco y negro en la parte trasera. La larga cola puede ser de color amarillo.[cita requerida]